# Pongini
Pongini — триба, в яку входять два роди: викопний Хорапітек (три види) та сучасний Орангутан (Pongo) (п'ять видів, два вимерлі).

## Роди та види
- Орангутан
  - Pongo pygmaeus
  - Pongo abelii
  - Pongo tapanuliensis
  - Pongo hooijeri†
  - Pongo weidenreichi†
- Хорапітек†
  - Khoratpithecus chiangmuanensis†
  - Khoratpithecus piriyai†
  - Khoratpithecus ayeyarwadyensis†